# The Omens Tour
Die The Omens Tour war eine Co-Headlinertournee der US-amerikanischen Thrash-Metal-Band Lamb of God und der US-amerikanischen Metalcore-Band Killswitch Engage.

## Überblick
Am 6. Juni 2022 kündigten Lamb of God die The Omens Tour durch Nordamerika an. Die Tour begann am 9. September 2022 in New York City und endete am 20. Oktober 2022 in Irving. Die Tour führte die Band durch 27 Städte in den Vereinigten Staaten und eine in Kanada. Bei drei Terminen handelte es sich um Auftritte bei Festivals. Als Vorgruppen traten die US-amerikanischen Bands Baroness, Suicide Silence, Motionless in White, Fit for an Autopsy und Animals as Leaders sowie die kanadische Band Spiritbox auf. Bei dem Konzert in Vancouver am 9. Oktober 2022 wurde Lamb of Gods Gitarrist Willie Adler durch Phil Demmel ersetzt. Der Gitarrist der Band Vio-lence und ehemalige Gitarrist von Machine Head hatte bereits im Sommer 2022 Willie Adler bei rund einem Dutzend Auftritten in Europa vertreten. Offiziell wurde Willie Adlers Abwesenheit damit begründet, dass er „wegen einigen Dingen zu Hause sein muss“. Er dankte seinen Bandkollegen dafür, dass sie „seine Entscheidung unterstützen“. Vio-lence-Sänger Sean Killian erklärte in einem Video, dass sich Willie Adler nicht gegen das Virus SARS-CoV-2 geimpft hat.
Laut Sänger Randy Blythe wären seine Band und Killswitch Engage vor zwei Dekaden „ein Teil einer neuen Welle des amerikanischen Heavy Metal“ gewesen. Die Szene wäre „von einem kleinen, lose verbundenen Netzwerk von Underground-Konzerten in Kellern und Lagerhallen in ein globales Phänomen gewachsen, dass half, eine ganze Generation des modernen Heavy Metal zu definieren“. Die Omens-Tour „zelebriert das Durchhaltevermögen und die Relevanz der Bewegung“. Gegenüber dem deutschen Magazin Metal Hammer ergänzte Blythe, dass Lamb of God vor zwei Dekaden zum ersten Mal mit Killswitch Engage auf Tournee gewesen wären und das beide Bands seitdem „gut miteinander befreundet“ wären. An besondere an der Tournee wäre, dass sich die Vorbands stetig abwechseln, was „alles frisch und interessant halten wird“.
Am 14. Dezember 2022 veröffentlichte der Filmemacher Sunny Singh den Konzertfilm Lamb of God: Live in Portland. Singh filmte dabei den Auftritt der Band am 11. Oktober 2022 in Portland, Oregon. Der Film dauert rund 90 Minuten. Laut Singh hätte die Band ihn eingeladen, um das Konzert zu dokumentieren. Er wollte den Mitschnitt so gestalten, dass es mehr ein Konzertfilm als ein Standard-Livekonzert ergeben würde.

## Konzerte
Festivalauftritte sind grün unterlegt.
| Datum              | Stadt            | Veranstaltungsort                       | Vorgruppe                                |
| ------------------ | ---------------- | --------------------------------------- | ---------------------------------------- |
| 9. September 2022  | New York City    | Coney Island                            | Baroness & Suicide Silence               |
| 10. September 2022 | Camden           | Freedom Mortgage Pavilion               | Baroness & Suicide Silence               |
| 11. September 2022 | Alton            | Blue Ridge Music Festival               | Baroness & Suicide Silence               |
| 13. September 2022 | Youngstown       | Youngstown Foundation Amphitheater      | Baroness & Suicide Silence               |
| 14. September 2022 | Baltimore        | Chesapeake Employers Insurance Arena    | Baroness & Suicide Silence               |
| 16. September 2022 | Atlanta          | Coca Cola Roxy                          | Baroness & Suicide Silence               |
| 17. September 2022 | Jacksonville     | Daily’s Place                           | Baroness & Suicide Silence               |
| 18. September 2022 | Tampa            | MidFlorida Credit Union Amphitheatre    | Baroness & Suicide Silence               |
| 21. September 2022 | Boston           | MGM Music Hall at Fenway                | Baroness & Suicide Silence               |
| 23. September 2022 | Louisville       | Louder Than Life                        | ohne Killswitch Engage & Suicide Silence |
| 24. September 2022 | Chicago          | Huntington Bank Pavilion                | Baroness & Suicide Silence               |
| 25. September 2022 | Sterling Heights | Michigan Lottery Amp                    | Baroness & Suicide Silence               |
| 26. September 2022 | Indianapolis     | TCU Amphitheatre                        | Baroness & Suicide Silence               |
| 30. September 2022 | Denver           | Fillmore Auditorium                     | Baroness & Suicide Silence               |
| 1. Oktober 2022    | Salt Lake City   | The Great SaltAir                       | Motionless in White & Fit for an Autopsy |
| 2. Oktober 2022    | Grand Junction   | Amphitheater at Las Colonias Park       | Motionless in White & Fit for an Autopsy |
| 4. Oktober 2022    | Fresno           | Exhibit Hall                            | Motionless in White & Fit for an Autopsy |
| 7. Oktober 2022    | Sacramento       | Aftershock Festival                     | ohne Fit for as Autopsy                  |
| 9. Oktober 2022    | Vancouver        | Doug Mitchell Thunderbird Sports Centre | Spiritbox & Fit for an Autopsy           |
| 10. Oktober 2022   | Kent             | Accesso ShoWare Center                  | Spiritbox & Fit for an Autopsy           |
| 11. Oktober 2022   | Portland         | Theater of the Clouds                   | Spiritbox & Fit for an Autopsy           |
| 13. Oktober 2022   | Inglewood        | YouTube Theater                         | Animals as Leaders & Fit for an Autopsy  |
| 14. Oktober 2022   | Phoenix          | Arizona Federal Theater                 | Animals as Leaders & Fit for an Autopsy  |
| 15. Oktober 2022   | Albuquerque      | Isleta Amphitheater                     | Animals as Leaders & Fit for an Autopsy  |
| 16. Oktober 2022   | El Paso          | UTEP Don Haskins Center                 | Animals as Leaders & Fit for an Autopsy  |
| 18. Oktober 2022   | San Antonio      | Freeman Coliseum                        | Animals as Leaders & Fit for an Autopsy  |
| 19. Oktober 2022   | Houston          | 713 Music Hall                          | Animals as Leaders & Fit for an Autopsy  |
| 20. Oktober 2022   | Irving           | The Pavilion                            | Animals as Leaders & Fit for an Autopsy  |

## Setlists
| Lamb of God (9. September 2022) 1. Memento Mori 2. Walk with Me in Hell 3. Now You’ve Got Something to Die For 4. Resurrection Man 5. Nevermore 6. Ruin 7. 11th Hour 8. Omertà 9. Omens 10. Contractor 11. 512 12. Ghost Walking 13. Vigil 14. Laid to Rest 15. Redneck | Killswitch Engage (9. September 2022) 1. Strength of the Mind 2. This Is Absolution 3. Rose of Sharyn 4. To the Sons of Man 5. Unleashed 6. The Crownless King 7. Hate by Design 8. Know Your Enemy 9. My Curse 10. A Bid Farewell 11. This Fire 12. The End of Heartache 13. In Due Time 14. Holy Diver 15. The Signal Fire | Baroness (9. September 2022) 1. Isak 2. The Sweetest Curse 3. A Horse Called Golgotha 4. March to the Sea 5. Shock Me 6. War, Wisdom and Rhyme |

| Suicide Silence (9. September 2022) 1. Unanswered 2. Wake Up 3. You Must Die 4. Fuck Everything 5. Love Me to Death 6. Disengage 7. You Only Live Once | Motionless in White (1. Oktober 2022) 1. Disguise 2. Sign of Life 3. Soft 4. Slaughterhouse 5. Masterpiece 6. Scoring the End of the World 7. Cyberhex 8. Thoughts & Prayers | Fit for an Autopsy (1. Oktober 2022) 1. The Sea of Tragic Beasts 2. Your Pain Is Mine 3. Pandora 4. Far from Heaven 5. Heads Will Hang 6. Black Mammoth |

| Spiritbox (9. Oktober 2022) 1. Circle with Me 2. Hurt You 3. Yellowjacket 4. Holy Roller 5. Rotoscope 6. Hysteria | Animals as Leaders (13. Oktober 2022) 1. Arithmophobia 2. Gordian Naught 3. Micro-Aggressions 4. Red Miso 5. Monomyth 6. CAFO |  |

## Persönlichkeiten
| Lamb of God - Randy Blythe – Gesang - Willie Adler – Gitarre - Mark Morton – Gitarre - Phil Demmel – Gitarre 1 - John Campbell – Bass - Art Cruz – Schlagzeug | Killswitch Engage - Jesse Leach – Gesang - Adam Dutkiewicz – Gitarre, Gesang - Joel Stroetzel – Gitarre - Mike D’Antonio – Bass - Justin Foley – Schlagzeug | Baroness - John Baizley – Gesang, Gitarre - Gine Gleason – Gitarre, Gesang - Nick Jost – Bass - Sebastian Thomson – Schlagzeug | Suicide Silence - Eddie Hermida – Gesang - Chris Garza – Gitarre - Mark Heylmun – Gitarre - Dan Kenny – Bass - Ernie Iniguez – Schlagzeug |

| Motionless in White - Chris Cerulli – Gesang - Ryan Sitkowski – Gitarre - Ricky Olson – Gitarre, Gesang - Justin Morrow – Bass - Vinny Mauro – Schlagzeug | Fit for an Autopsy - Joe Badolato – Gesang - Tim Howley – Gitarre - Will Putney – Gitarre - Patrick Sheridan – Gitarre - Peter Spinazola – Bass - Josean Orta – Schlagzeug | Animals as Leaders - Tosin Abasi – Gitarre - Javier Reyes – Gitarre, Bass - Matt Garstka – Schlagzeug | Spiritbox - Courtney LaPlante – Gesang - Mike Stringer – Gitarre - Josh Gilbert – Bass - Zev Rose – Schlagzeug |